# Intégrateur (mécanique)
Pour les articles homonymes, voir Intégrateur.

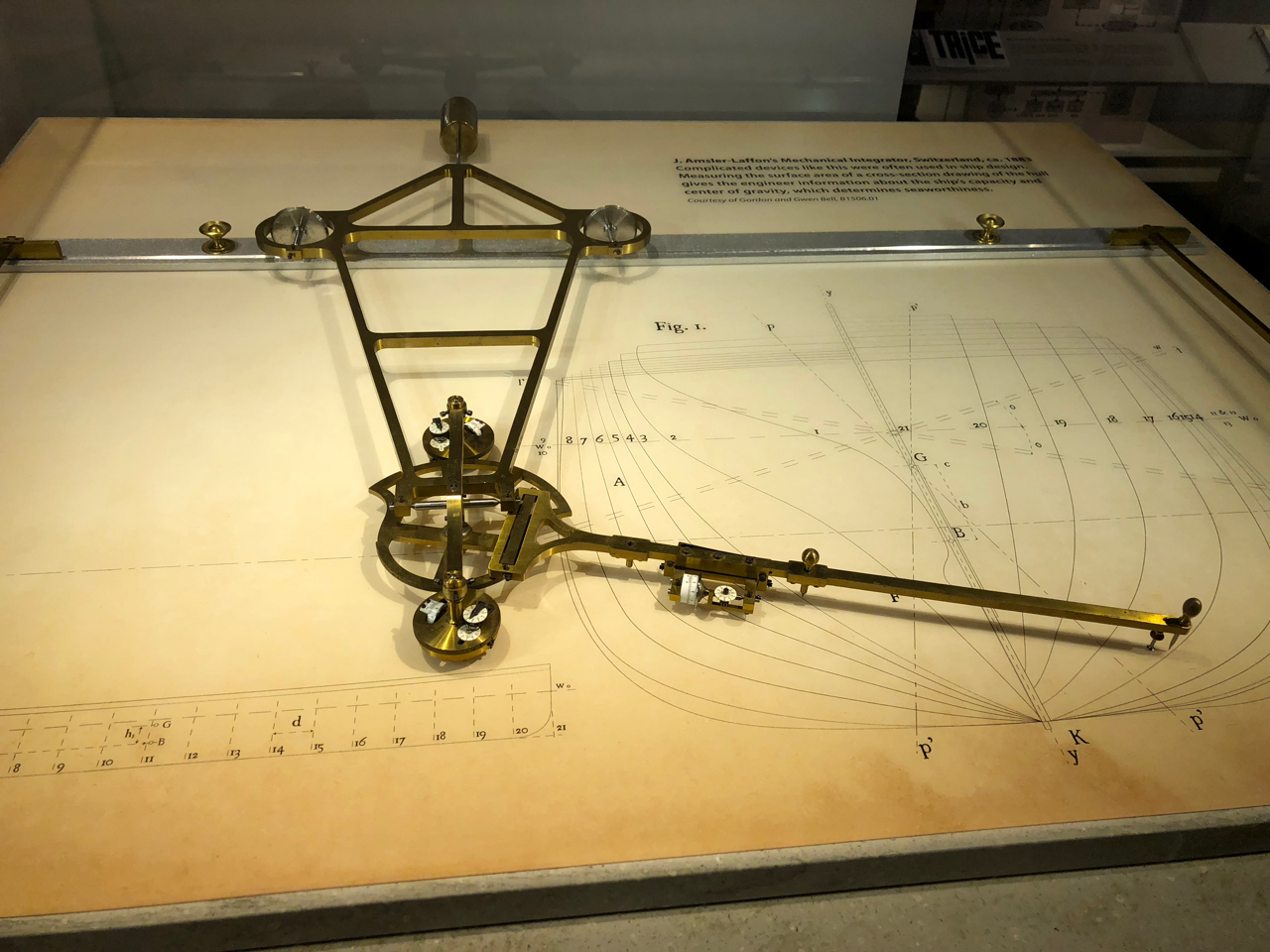
Un intégrateur d'Amsler-Laffon.

Un intégrateur est un dispositif mécanique de la famille des planimètres, qui réalise une (ou simultanément plusieurs) intégration(s).

## Histoire
Ces appareils ont été inventés à la fin du XVIIe siècle, oubliés, et réinventés au cours du XIXe siècle.
Le fabricant suisse d'instruments de mécanique de précision, Oswald & Gottlieb Coradi, à Zurich, commercialisera au début du XXe siècle tout un catalogue d'instruments graphomécaniques d'intégration,.

## Fonctionnement
On place l'instrument sur la feuille de papier. On fait déplace manuellement un curseur le long de la courbe fermée à analyser.  On lit directement les résultats sur les cadrans : aire, moment statique, moment d'inertie de la section.  